# Besznyák István
Besznyák István (Eger, 1931. október 30. – 2017. november 7.) Széchenyi-díjas magyar orvos, sebész, onkológus, egyetemi tanár, a Magyar Tudományos Akadémia rendes tagja. Kutatási területe a rákkutatás, a daganatellenes szerek vizsgálata és a sebészeti onkológia. Eckhardt Sándor utódaként a magyarországi onkológiai kutatások vezető alakja. 1984 és 1992 között az Országos Onkológiai Intézet klinikai igazgatója volt.

## Életpályája
Apja Besznyák István (1903–1970) körzeti orvos, az Országos Orvosszövetség tagja, anyja Stokker Anna Mária (1906–1955). Középiskolai tanulmányait a ciszterci rend egri Szent Bernát Gimnáziumában végezte. 1950-ben kezdte meg egyetemi tanulmányait a Budapesti Orvostudományi Egyetemen (ma: Semmelweis Egyetem). Itt szerzett orvosdiplomát 1956-ban. Még egyetemi hallgatóként az egyetem I. számú Kórbonctani és Kísérletes Rákkutató Intézetében kezdett el dolgozni. Itt szerzett 1959-ben patológusi szakképesítést. 1960-ban átment az egyetem IV. számú Sebészeti Klinikájára. Itt 1963-ban általános sebészi, 1967-ben mellkassebészi szakvizsgát tett. 1977-ig dolgozott a klinikán (1969-től már Semmelweis Orvostudományi Egyetem név alatt), ekkor távozott az Országos Onkológiai Intézethez, ahol a sebészeti osztály osztályvezető főorvosaként kezdett el dolgozni. 1984-ben az intézet klinikai igazgatójává nevezték ki, tisztét 1992-ig töltötte be. 1998-ban szaktanácsadói megbízást kapott az intézetben. Gyakorló orvosi tevékenysége mellett tanított is, 1986-ban a SOTE címzetes egyetemi tanárává fogadta, majd 1988-ban az Orvostovábbképző Egyetem klinikai onkológia tanszékén kapott egyetemi tanári kinevezést. 1993-ban, az egyetem Haynal Imre Egészségtudományi Egyetemmé történt átalakítása után (ma a Semmelweis Egyetem Egészségtudományi Karának része) a tanszék vezetésével is megbízták, ilyen minőségében 1998-ig dolgozott ott. 2001-ben professor emeritusi címet kapott.
1969-ben védte meg az orvostudományok kandidátusi, 1982-ben akadémiai doktori értekezését. Az MTA II. Számú Doktori Bizottságának és a Klinikai II. (műtéti) Tudományos Bizottságnak lett tagja, utóbbinak később elnöke. 1994 és 1997 között a Magyar Tudományos Akadémia közgyűlési képviselője és doktori elnökségi tagja volt, majd 1998-ban megválasztották az akadémia levelező, 2004-ben pedig rendes tagjává. Később a Felügyelőbizottságba is bekerült. Akadémiai tisztségei mellett tizenegy éven keresztül (1979–1990) a Magyar Onkológusok Társasága főtitkára, 1989–1995-ben a Magyar Sebész Társaság, 1991–2000-ben a Sebész Szakmai Kollégium elnöke. 1996 és 1998 között vezette a Magyar Orvosi Kamara oktatási bizottságát is. Számos tudományos és szakmai folyóirat szerkesztőbizottságában is dolgozott: Acta Chirurgica Austriaca, British Journal of Surgery, European Journal of Surgical Oncology, Seminars in Surgical Oncology és The Breast.

## Munkássága
Fő kutatási területe a rákkutatás, a daganatellenes szerek vizsgálata és a sebészeti onkológia. Eckhardt Sándor utódaként a magyarországi onkológiai kutatások vezető alakja volt.
Onkológiai kutatásaiban a daganatellenes szerek hatásait vizsgálta kísérletes módszerekkel, valamint foglalkozott a kísérletes vesekonzerválással, illetve -transzplantációval (átültetéssel). A sebészeti onkológia korszerű irányzatainak magyarországi bevezetője és elterjesztője, elsősorban az emlő-, pajzsmirigy-, mellkas- és hasi daganatok kutatása területén. Kiterjedt munkássága van a mellrák, valamint más mellkasi daganatok vizsgálatában és kutatásában.
Több mint háromszáztíz tudományos publikáció szerzője vagy társszerzője, ebből tizenhárom könyv, illetve könyvfejezet. Munkáit elsősorban magyar és angol nyelven adta közre.

## Díjai, elismerései
- Markusovszky-díj (1963, 1989)
- Balassa-emlékérem (1989)
- Krompecher-emlékérem (1989)
- Markhot-emlékérem (1989)
- A Magyar Köztársasági Érdemrend tisztikeresztje (1995)
- Pro Pathologia Emlékérem (1997)
- Szabó György-díj (1999, Hemingway Alapítvány)
- Genersich-díj (1999)
- Szent-Györgyi Albert-díj (2001)[4]
- Széchenyi-díj (2002)
- A Magyar Köztársasági Érdemrend középkeresztje (2011)[5]

## Főbb publikációi
- Effect of 1,6-Di-2-Bromoethylamino/-1,6-Dideoxy-D-Mannitol Dihydrobromide on Tumours of Laboratory Animals (Nature, 1959)
- Contralateral pneumothorax following lung surgery (első szerző, 1965)
- Preservation of Canine Kidneys by Hypothermia and Hyberbaric Oxygen: Long-term Survival of Autografts Following 24-hour Storage (társszerző, 1966)
- A Mediastinum tumorai és pseudotumora (Szende Bélával és Lapis Károllyal, 1985, angolul is)
- A daganatok sebészete (1986)
- Cancer Staging (in: Surgical Oncology, 1989)
- Palliative chirurgische Therapie bein maalignen Melanom (in: Das maligne Melanom, 1991)
- Sebészeti onkológia (1997)
- Diagnosis and Surgery of Organ Metastases (2001)
- Idézetek, gondolatok az orvostudományból (2005)
- Politikai és történelmi idézetek (2006)